# Vaccinium harmandianum
Vaccinium harmandianum är en ljungväxtart som beskrevs av Paul Louis Amans Dop. Vaccinium harmandianum ingår i Blåbärssläktet, och familjen ljungväxter. Inga underarter finns listade i Catalogue of Life.